# Douaumont-Kaserne
Die Douaumont-Kaserne bzw. der Douaumont-Bereich ist eine militärische Liegenschaft der Bundeswehr in Hamburg-Jenfeld. Die Garnison wurde 1936 für die Wehrmacht fertiggestellt. Ihr Name erinnert an den Frontabschnitt beim Fort Douaumont, das im Ersten Weltkrieg in der Schlacht um Verdun schwer umkämpft war. Bis zum Ende des Zweiten Weltkriegs beherbergte die Kasernenanlage Artillerietruppen sowie weitere Einheiten des Wehrkreises X. Nach dem Kriegsende besetzten britischen Einheiten die Kaserne. Ab 1956 nutzte sie Bundeswehr, zunächst für Artillerieeinheiten und Grenadiertruppen. 1958 kam die Heeresoffizierschule II aus Husum in die Kaserne. 1973 wurde sie Sitz der neu gegründeten Hochschule der Bundeswehr in Hamburg. Sie umfasst eine Fläche von 26,13 Hektar.

## Bau- und Stationierungsgeschichte

### NS-Staat und Zweiter Weltkrieg

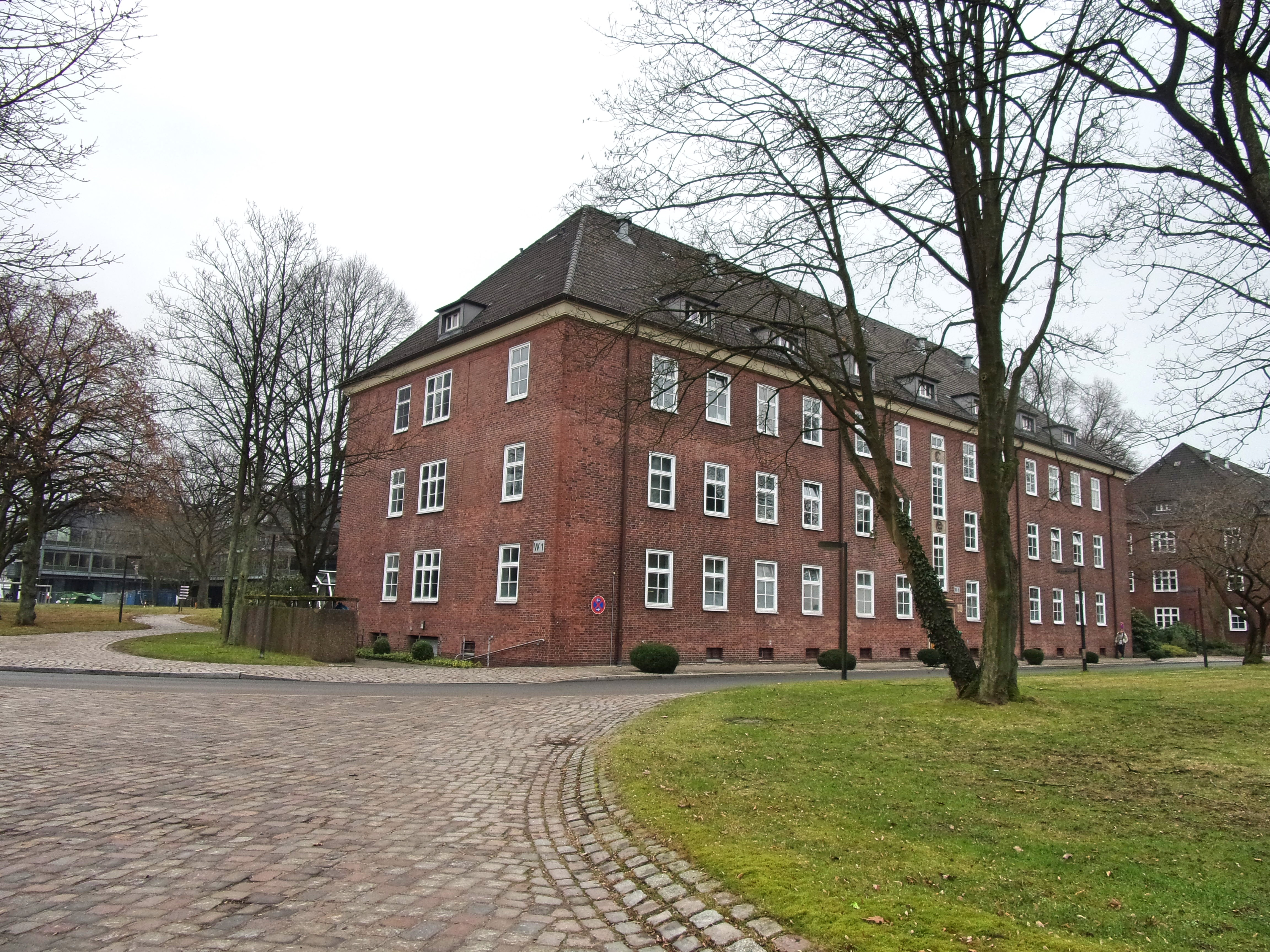
Heutiges Gebäude W 1 der Helmut-Schmidt-Universität/Universität der Bundeswehr Hamburg aus den 1930er Jahren

Mit der Aufrüstung der Wehrmacht durch den NS-Staat bestand ein erheblicher Bedarf an neuen Truppenunterkünften. 1935 erfolgte der Grunderwerb von 261.382 Quadratmetern Fläche in Hamburg-Jenfeld nördlich der geplanten Reichsautobahn von Hamburg nach Lübeck. Im selben Jahr begann der Bau einer Kasernenanlage für 1254 Soldaten. Die Garnison entstand auf dem Gelände des ehemaligen Exerzierplatzes der Wandsbeker Husaren.
Die Unterkunfts-, Stabs- und Wirtschaftsgebäude wurden als Klinkerbauten errichtet. An den Unterkunftsgebäuden wurden als Schlusssteine Sandsteinreliefs angebracht, die der architektonischen Verbreitung der NS-Propaganda dienten. Es wurden zeitgenössisch-moderne Waffen gezeigt und militärische Tugenden aufgegriffen. Auf einem angrenzenden, 6346 Quadratmeter großen Gartengrundstück (Ecke Rodigallee/Holstenhofweg) wurde 1937 noch das Offizierkasino fertiggestellt.
Im Herbst 1936 bezog der Regimentsstab, die I. und II. Abteilung des Artillerieregiments 56 die neu errichtete Kaserne. Stab und I. Abteilung wurden bei der Mobilmachung im August 1939 der 20. Motorisierten Infanteriedivision zugeordnet und kamen beim Überfall auf Polen ab 1. September 1939 zum Einsatz. Die II. Abteilung kam zum XIV. Armeekorps (mot.) und wurde damit ebenfalls gegen Polen verwendet. Die für das Artillerieregiment 56 bestimmte Ersatz-Artillerie-Abteilung 58 wurde am 26. August 1939 in Hamburg-Wandsbek aufgestellt und am 6. Juni 1941 nach Dänemark verlegt. Teile der Ersatz-Artillerie-Abteilung 58 dienten am 22. Juni 1940 zur Aufstellung der Artillerie-Ersatz-Abteilung 290 in Hamburg-Wandsbek, die jedoch nach Itzehoe sogleich verlegt wurde. Ab 3. August 1944 befand sich der Stab des Landesschützenbataillons 268 als Kommandeur der Kriegsgefangenen im Wehrkreis X in der Kaserne. Des Weiteren waren in der Kaserne die 1. bis 3. Kompanie des Uhrmachertrupps X, die Genesendenkompanie X, ein Wehrkreisluftschutzlehrgang, die Heereswerkstatt 4 d. K., das Heeresbekleidungslager X Hamburg, eine Zahnstation der Heereszahnstation Hamburg und die Heeresfachschule (V) untergebracht.

### Belegung durch britische Truppen
Die Douaumont-Kaserne wurde zwischen 1945 und 1956 durch britische Truppen der Rheinarmee belegt und erhielt den Namen Cromarty Barracks. 1946 lag hier das 2nd Battalion Seaforth Highlanders, bevor es nach Großbritannien zurückgeführt wurde. Zudem befand sich 1947 die 545 Company (Tank Transporter) in der Kaserne.

### Stationierung der Bundeswehr
Mit der von der Bundesrepublik am 5. Mai 1955 vollzogenen Wiederbewaffnung und der Gründung der Bundeswehr bot sich die ehemalige Douaumont-Kaserne für die Stationierung von Truppen an. Allerdings befanden sich in der Anlage noch britische Truppen. Die Garnison öffnete im Juli 1956 ihre Tore für die Bundeswehrsoldaten. Mit Artillerie- und Grenadiereinheiten erfolgte die erste Belegung.
Der zum 1. Mai 1955 geschaffene und in der Douaumont-Kaserne stationierte Dienstposten des Katholischen Standortpfarrers wurde zum 1. November 2007 in das Katholische Militärpfarramt Hamburg I umgegliedert, das bis heute hier eingerichtet ist.
Das Grenadierbataillon 31 wurde ab 1. Juli 1956 ebenfalls in der Douaumont-Kaserne aus der I. Abteilung der Grenzschutzgruppe 7 des Bundesgrenzschutzes gebildet, verlegte jedoch bereits am 25. Januar 1957 in die Estetal-Kaserne nach Buxtehude.
Die I./Feldartillerieregiment 1 wurde am 1. Juli 1956 in der Marinekaserne in Glückstadt aufgestellt und am 14. September 1956 in die Douaumont-Kaserne nach Hamburg verlegt. Am 11. Juni 1958 zog sie an den neuen Standort in Braunschweig in die Leutnant-Müller-Kaserne, wo sie am 16. März 1959 zum Feldartilleriebataillon 25 umbenannt wurde.
Der seit 1956 in der Kaserne errichtete Dienstposten des Evangelischen Standortpfarrers Hamburg I wurde zum 1. Juli 2007 in ein Evangelisches Militärpfarramt Hamburg I umgegliedert, das bis heute hier stationiert ist.
Das Grenadierbataillon 61 wurde am 19. April 1957 in der Kaserne aufgestellt, am 31. März 1958 nach Flensburg in die Briesen-Kaserne verlegt und zum 1. April 1958 in Grenadierbataillon 16 umbenannt.
1958 begann für die Kasernenanlage eine neue Epoche. Am 31. Januar 1958 entstand in der Douaumont-Kaserne die erste Bundeswehrfachschule im Wehrbereichskommando I. Im April 1958 verabschiedete der Kommandeur der 1. Grenadierdivision die Grenadierbataillone 11 und 61 aus Hamburg. Die in der Douaumont-Kaserne freiwerdenden Unterkünfte und Gebäude waren für den Einzug der Heeresoffizierschule II bereits vorgesehen.
Die ab 1. Oktober 1956 in der Fliegerhorstkaserne in Husum mit einem Kommando- und Schulstab, den Lehrgruppen A und B sowie einem Lehrbataillon gebildete Heeresoffizierschule II wurde nach Durchführung von zwei Lehrgängen ab 21. Juli 1958 in die Douaumont-Kaserne nach Hamburg verlegt, während das Lehrbataillon in die damalige Litzmann-Kaserne in Hamburg-Horn einzog. Die Aufnahme des Lehrbetriebs erfolgte in zwei Schritten, zunächst mit kleineren Lehrgängen ab Herbst 1958, ab 1. April 1959 in achtzehn Hörsälen mit zwanzig verschiedenen Lehrfächern für 500 Teilnehmer.
Am 1. Oktober 1961 erfolgte am Standort die Aufstellung des Feldersatzbataillons 178 als Geräteeinheit. 1968 verlegte das Bataillon in den Mobilmachungsstützpunkt Hamburg-Sülldorf. Dort erfuhr es am 1. Oktober 1981 die Umbenennung in Feldersatzbataillon 64, das am 31. März 1993 schließlich aufgelöst wurde.
1962 wurde ein Aulagebäude fertiggestellt.

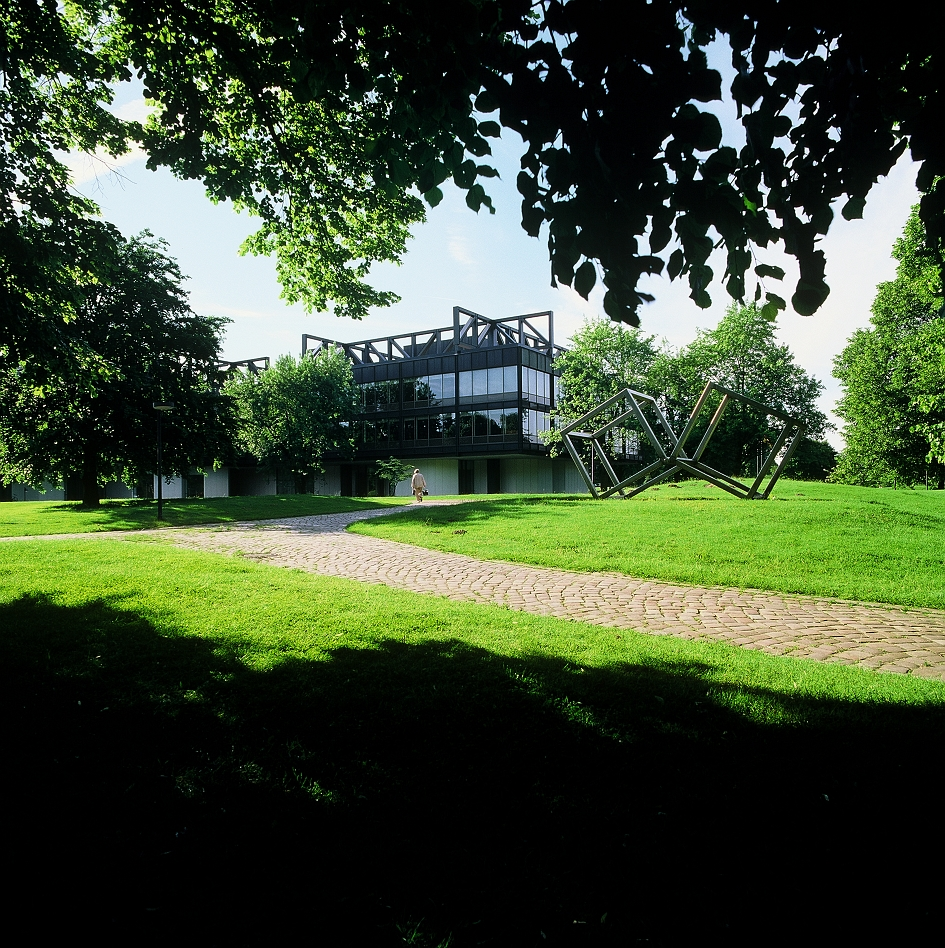
Hauptgebäude der Helmut-Schmidt-Universität

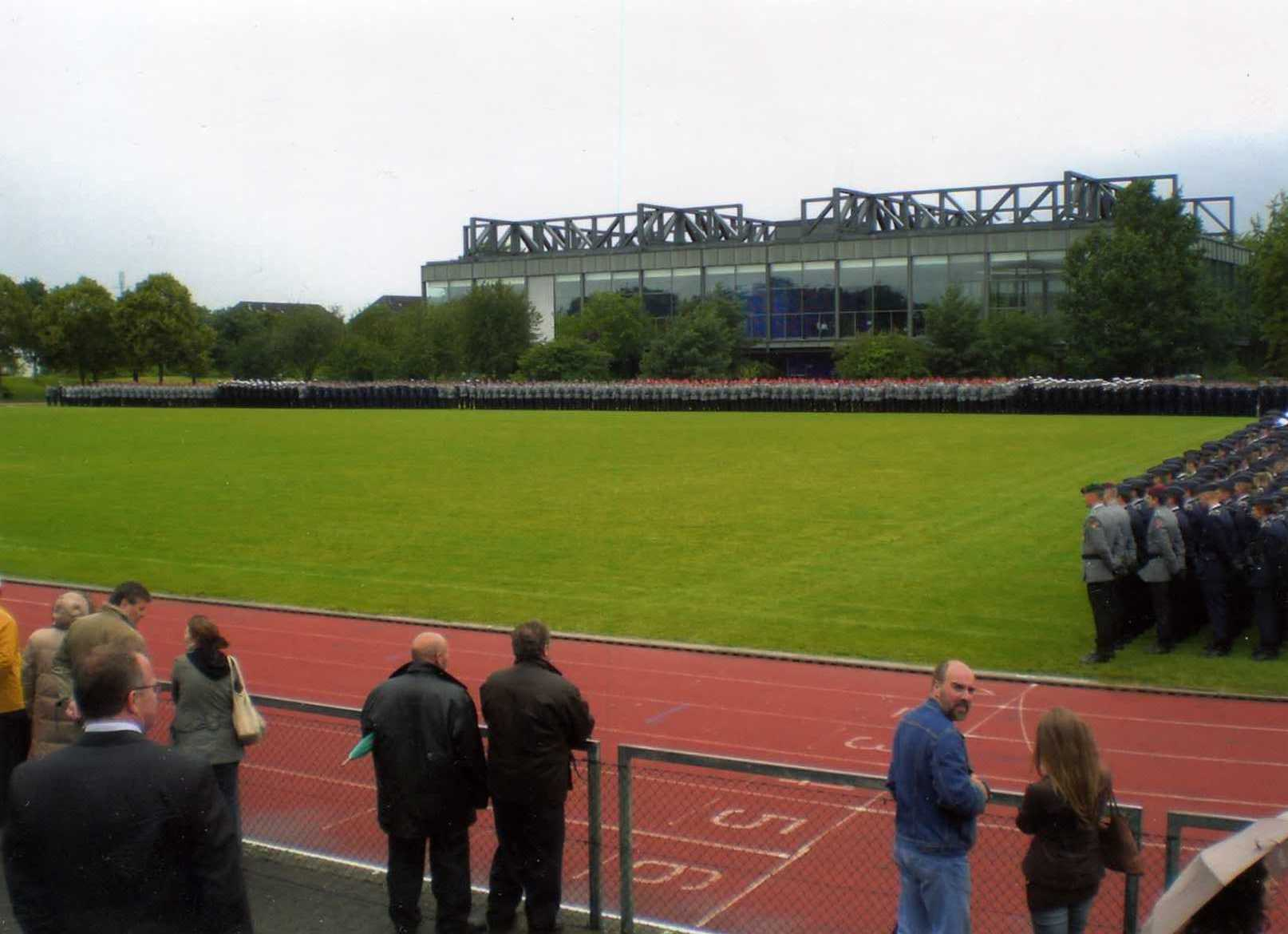
Beförderung von Offizieranwärtern an der Helmut-Schmidt-Universität

Mit Erlass vom 11. Juli 1970 berief der damalige Bundesminister der Verteidigung, Helmut Schmidt eine Kommission zur „Neuordnung der Ausbildung und Bildung in der Bundeswehr“ ein, die am 17. Mai 1971 ein Gutachten zum Studium der Offizieranwärter und zur Errichtung von Bundeswehrhochschulen beschloss. Vorgesehen war ein dreijähriges wissenschaftliches Studium für alle Offiziere. Am 11. Juni 1971 verkündete Helmut Schmidt im Vorgriff auf die Veröffentlichung des Gutachtens, dass Hamburg Hochschulstandort werde. Nach erster Beratung im Mai 1972 fasste das Bundeskabinett am 29. Juni 1972 den Beschluss zur Gründung von Bundeswehrhochschulen. Am 29. September 1972 unterzeichnete der Bund, am 3. Oktober 1972 die Freie und Hansestadt Hamburg das „Abkommen zur Errichtung einer wissenschaftlichen Hochschule für Soldaten in Hamburg“. Am 16. Oktober 1972 erfolgte die Einsetzung eines Gründungsausschusses für die Hamburger Hochschule. Im Januar 1973 wurde ein Hallenschwimmbad auf dem künftigen Hochschulgelände zur Nutzung freigegeben.  Die Hochschule der Bundeswehr in Hamburg wurde formal am 5. Juli 1973 aufgestellt. Als Standort der Hochschule stand bereits frühzeitig die Douaumont-Kaserne in Hamburg-Jenfeld fest, wobei für Unterkünfte die benachbarte Hanseaten-Kaserne hinzugenommen wurde. Im Sinne einer offenen Hochschule sollte die freie und durchlässige Nutzung des Hochschulgeländes hergestellt werden, damit der Öffentlichkeit die Teilhabe an Lehrveranstaltungen der Bundeswehrhochschule ermöglicht werden konnte. Deshalb sollte die Kaserne künftig kein militärischer Sicherheitsbereich mehr sein. Obwohl hiergegen Bedenken bestanden, wurde dies entsprechend umgesetzt. Der Entwurf der Architekten Heinle, Wischer und Partner mit pavillonartigen Neubauten der klassischen Moderne unter Erhalt von Kasernengebäuden aus den 1930er Jahren wurde umgesetzt. Im Zeitpunkt der Aufnahme des Studienbetriebs am 1. Oktober 1973 war die Douaumont-Kaserne jedoch noch von Stacheldraht und Zäunen umgeben. Der Lehrbetrieb startete für 285 Studierende in den alten Kasernenbauten. 27 Professoren und 17 wissenschaftliche Mitarbeiter waren eingestellt. Angeboten wurden die Fachrichtungen Pädagogik, Wirtschafts- und Organisationswissenschaften, Maschinenbau, Elektrotechnik, Informatik, Luft- und Raumfahrttechnik, Bauingenieurwesen sowie Vermessungswesen. Am 5. Juli 1973 wurden vier Studierendenfachbereiche Elektrotechnik, Maschinenbau, Pädagogik sowie Wirtschafts-/Organisationswissenschaften gebildet. Am 15. Dezember 2013 entstanden aus diesen der Studierendenfachbereich A/Betreuung Elektrotechnik und Maschinenbau, der Studierendenfachbereich B/Betreuung Geistes- und Sozialwissenschaften sowie der Studierendenfachbereich C/Betreuung Wirtschafts- und Sozialwissenschaften. Zum 1. Februar 2017 erfolgte die Umbenennung in Helmut-Schmidt-Universität/Universität der Bundeswehr Hamburg Studierendenfachbereich A (Betreuung Elektrotechnik und Maschinenbau), Helmut-Schmidt-Universität/Universität der Bundeswehr Hamburg Studierendenfachbereich B (Betreuung Geistes- und Sozialwissenschaften) sowie Helmut-Schmidt-Universität/Universität der Bundeswehr Hamburg Studierendenfachbereich C (Betreuung Wirtschafts- und Sozialwissenschaften).
1974 begannen die Arbeiten für die Neubauten, die im März 1978 vollständig abgeschlossen wurden.
Die Heeresoffizierschule II wurde nach Gründung der Hochschule der Bundeswehr zum 30. Juni 1974 aufgelöst. Am 15. Mai 1975 wurde Richtfest für den Neubau gefeiert. 1975 wurden 862 Wohnheimplätze im Hanseaten- und Douaumontbereich den Studierenden im September zur Verfügung gestellt, ebenso konnten die Ebenen 1 und 2 des Zentralen Hörsaalgebäudes übergeben werden. 1976 folgten die Mensa und die Ebene 0 des Zentralen Hörsaalgebäudes. 1977 erfolgte die Inbetriebnahme des Rechenzentrums, die Fertigstellung der Sportanlagen und der Fernmeldezentrale sowie der Umbau von ehemaligen Kasernengebäuden zu Büros und Zeichenräumen. Eine Werkhalle, eine zentrale Versorgungsanlage und ein Kühlteich gehörten ebenfalls zu den neu erbauten Anlagen.
Der Fernmelderevisionsdiensttrupp 117/111 und der Fernmelderevisionsinstandhaltungstrupp 117/111 wurden in dem militärischen Bereich der Universität der Bundeswehr am 1. Oktober 1979 geschaffen und zum 30. November 1994 aufgelöst. Zudem war die Standortfernmeldeanlage 117/111 eingerichtet.
1982 wurden drei Laborgebäude für den Maschinenbau ihrer Bestimmung übergeben.
Im Oktober 1985 wird aus der Hochschule die Universität der Bundeswehr.
Aufgrund einer Asbestbelastung der Hochschulgebäude und technischen Problemen in der Mensa beginnen ab 1988 die Vorbereitungen für umfassende Gebäudesanierungen, die mit Umzügen von Einrichtungen auf dem Campus verbunden sind. 1991 begannen die Arbeiten, die erst 2003 vollständig abgeschlossen wurden. Am 16. Dezember 2003 erhielt die Hochschule den Namen „Helmut-Schmidt-Universität“.
Am 15. Dezember 2013 wurde der Studierendenbereich der Universität der Bundeswehr Hamburg eingerichtet, der zum 1. Februar 2017 zum Studierendenbereich Helmut-Schmidt-Universität/Universität der Bundeswehr Hamburg umbenannt wurde.
Zwischen Mai 2013 und März 2017 wurde ein neues Technikgebäude errichtet.
2014 wurde die Airbushalle eingeweiht.
2017 wurden die Gebäude der Helmut-Schmidt-Universität in die Denkmalliste der Freien und Hansestadt Hamburg eingetragen und damit unter Schutz gestellt.
2020 konnte eine Cafeteria im Zentralen Hörsaalgebäude eröffnet werden. Im selben Jahr starteten die Bauarbeiten für eine umfassende Modernisierung und Erweiterung der Helmut-Schmidt-Universität mit Kosten von insgesamt 180 Millionen Euro. So begann im Februar 2020 die Sanierung der Schwimmhalle, die im März 2022 abgeschlossen wurde.
Die Bundesbauabteilung Hamburg lobte im 2022 einen Wettbewerb eines städtebaulich-freiraumplanerischen Konzepts für das Gelände der Universität aus, um dem Erweiterungs- und Erneuerungsbedarf Rechnung zu tragen. Die zur Verfügung stehenden Flächen sollen von 88.000 Quadratmeter auf 107.000 Quadratmeter erhöht werden. Für drei Pavillons des Hauptgebäudes, die Werkhalle sowie die zentrale Versorgungsanlage, an die ein nicht mehr genutzter Kühlsee anschließt, ist ein Abriss vorgesehen. Im Juni 2023 wurden an drei Entwürfe Preise vergeben. Die Gesamtkosten der Maßnahme werden mit einer Milliarde Euro veranschlagt.